# Volvo F88

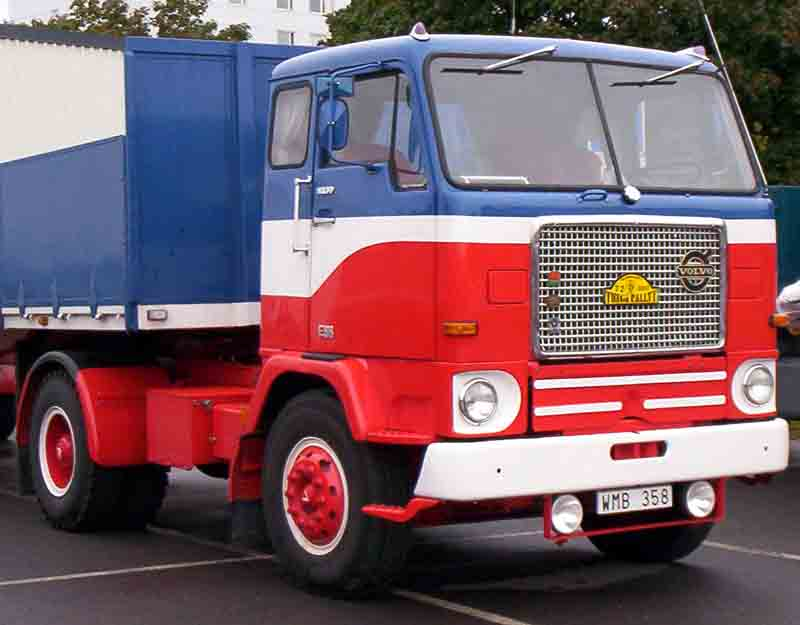
Volvo F88

Volvo F88/F89 — семейство крупнотоннажных грузовых автомобилей производства Volvo Trucks, серийно выпускаемых в период с 1965 по 1977 год.

## Volvo F88
В 1965 году фирма Volvo Trucks представила бескапотный крупнотоннажник F88. Снаружи кабина похожа на Titan Tiptop 1964 года, но другая часть автомобиля была переработана. Это включает новый двигатель, новую восьмиступенчатую коробку передач, сильные шасси и подвески.
В 1970 году дебютировала производная модель G88, которая в основном была тем же автомобилем, но с передней осью, выдвигаемой вперёд на 300 мм (11,8 дюйма). Это было необходимо для увеличения полной массы до 52,5 тонн.

## Volvo F89

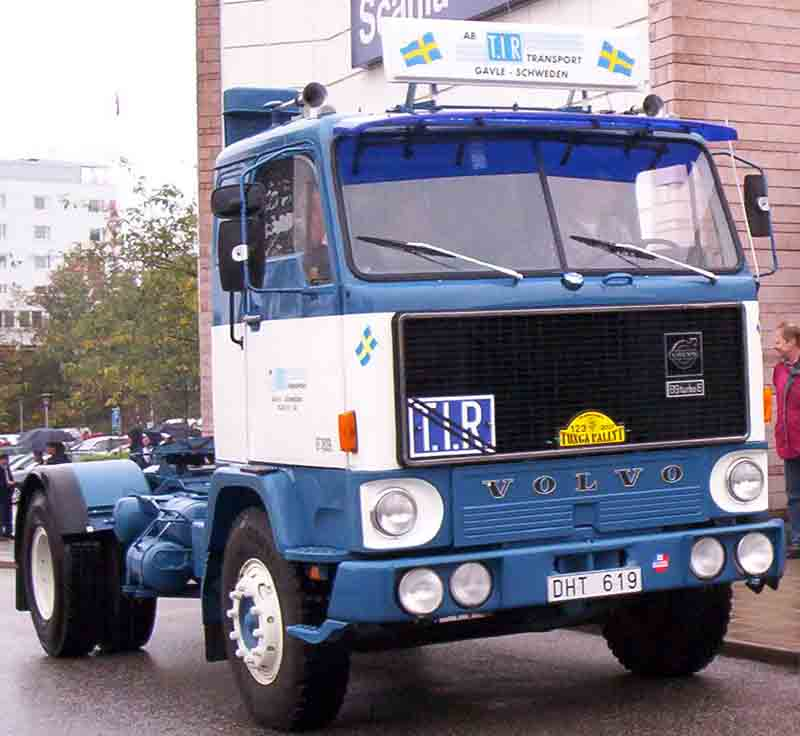
Volvo F89

В 1970 году дебютировали новые модели Volvo F89 и G89 с 12-литровым дизельным двигателем. Автомобили и двигатели были разработаны для удовлетворения западногерманского рынка. Для того, чтобы продолжать продажи крупнотоннажников, фирма Volvo Trucks разработала новый, более мощный двигатель, и F89 был первым грузовиком Volvo с турбонаддувом. Дизель TD120 был настолько высок, что он должен быть установлен в наклонном виде, чтобы помещаться под кабиной. Это сделало невозможным изготовление автомобилей с расположением руля справа. Страны с левосторонним движением были вынуждены смириться с сильной версией F88 с увеличенной мощностью до 290 л. с. (216 кВт).
В 1973 году начинаются поставки этих седельных тягачей для советского внешнеторгового перевозчика «Совтрансавто», всего до 1978 года было поставлено свыше 600 Volvo F89.

## Двигатели
| Модель | Годы производства | Марка двигателя | Рабочий объём | Максимальная мощность       | Тип                                                                                          |
| ------ | ----------------- | --------------- | ------------- | --------------------------- | -------------------------------------------------------------------------------------------- |
| F88    | 1965—1977         | Volvo D100      | 9602 см³      | 200 л. с. (149 кВт)         | Дизельный атмосферный 6-цилиндровый рядный (R6) с газораспределительным механизмом (OHV)     |
| F88    | 1965—1977         | Volvo TD100     | 9602 см³      | 260—312 л. с. (191—229 кВт) | Дизельный с турбонаддувом 6-цилиндровый рядный (R6) с газораспределительным механизмом (OHV) |
| F89    | 1970—1977         | Volvo TD120     | 11979 см³     | 330 л. с. (246 кВт)         | Дизельный с турбонаддувом 6-цилиндровый рядный (R6) с газораспределительным механизмом (OHV) |